# Guerra indiana del Nord-Ovest

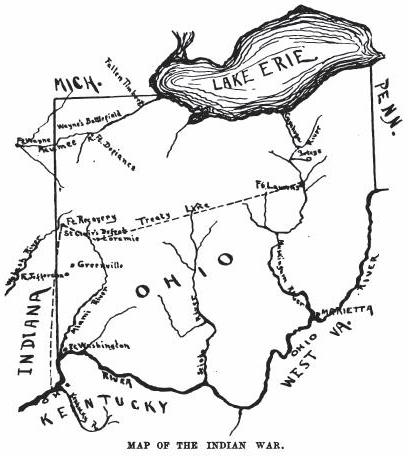
Mappa della guerra indiana del Nord-Ovest

La guerra indiana del Nord-Ovest (1785-1795), nota anche come guerra di Piccola Tartaruga, fu una guerra combattuta tra Stati Uniti d'America ed una confederazione di numerose tribù di nativi per il controllo del Territorio del nord-ovest. Fu l'evento finale di secoli di conflitti per questo territorio, prima tra le tribù native e poi con le alleanze tra tribù ed europei: Francia, Gran Bretagna ed i loro coloni.
Con il trattato di Parigi (1783), che aveva posto fine alla guerra d'indipendenza americana, la Gran Bretagna aveva ceduto agli Stati Uniti d'America il "controllo" del Territorio del nord-ovest, allora occupato da numerose tribù di nativi americani. Nonostante il trattato, i britannici mantennero fortezze e leggi che sostenevano i nativi del territorio. Il presidente George Washington guidò lo United States Army a bloccare le ostilità tra nativi e coloni, forzando la sovranità statunitense sul territorio. L'U.S. Army, composto soprattutto da reclute non addestrate, subì molte sconfitte, compresa quella della campagna di Harmar (1790) e la sconfitta di St. Clair (1791), a vantaggio dei nativi. Circa 1000 soldati furono uccisi e gli Stati Uniti patirono più perdite dei propri avversari.
Dopo il disastro di Saint Clair, Washington ordinò ad un eroe della guerra di indipendenza, il generale "Mad" Anthony Wayne, di organizzare ed addestrare un gruppo di combattimento. Wayne assunse il comando della neonata Legion of the United States alla fine del 1793. Guidò i propri uomini nella decisiva vittoria della battaglia di Fallen Timbers nel 1794. Le tribù sconfitte furono obbligate a cedere agli statunitensi gran parte del territorio, compresa buona parte dell'odierno Ohio, tramite il trattato di Greenville del 1795.

## Contesto storico

### Guerre dei castori (anni 1650)
La terra ad est del Mississippi e a sud dei Grandi Laghi è stata teatro di combattimenti per secoli prima che il governo degli Stati Uniti d'America fosse formato.
Nel 1608 l'esploratore francese Samuel de Champlain si unì agli Uroni che abitavano il corso del San Lorenzo contro la confederazione Haudenosaunee ("Cinque Nazioni") che abitava quella che oggi è la parte nordoccidentale dello Stato di New York. Il risultato fu l'inimicizia degli Haudenosaunee verso i francesi, che li portò a schierarsi con i commercianti di pelli olandesi che risalirono il fiume Hudson attorno al 1626. Gli olandesi offrivano prezzi migliori dei francesi e vendevano agli indiani armi da fuoco, accette e coltelli in cambio delle pelli.
Con queste armi sofisticate, le Cinque Nazioni sterminarono in poco tempo gli Uroni e tutti gli altri nativi americani che vivevano poco ad ovest in Ohio durante le guerre dei castori, all'inizio degli anni 1640. Le nazioni dei nativi combattevano per contendersi il territorio di caccia per sostenere il commercio delle pelli. Le tribù occidentali erano state indebolite anche dalle epidemie scatenate dalle malattie infettive europee, contro le quali non avevano sviluppato un'immunità. Grazie all'utilizzo fatto dalle Cinque Nazioni delle armi moderne la guerra divenne letale. Gli storici considerano le guerre dei castori uno dei conflitti più sanguinosi nella storia dell'America del Nord.
Attorno al 1664 le Cinque Nazioni divennero partner commerciali dei britannici, i quali conquistarono dagli olandesi i Nuovi Paesi Bassi (rinominandoli in New York).
Le Cinque Nazioni espansero il proprio territorio per diritto di conquista. L'elevato numero di tribù che gli pagavano un tributo riscrisse la mappa tribale del nordamerica. Molte grandi confederazioni furono distrutte o spostate, compresi Uroni, Neutrali, Eriez, Susquehannock e Shawnee. Le Cinque Nazioni spinsero molte altre tribù orientali fin oltre il Mississippi. L'Ohio fu quasi svuotato, dato che le tribù sconfitte fuggivano ad ovest per scappare dai guerrieri nemici. Dopo essere stati sconfitti dai guerrieri delle Cinque Nazioni, gli altri popoli lasciarono buona parte del Territorio del nord-ovest, del Kentucky e dell'Ohio spopolato e con villaggi abbandonati. I vincitori reclamarono l'intera valle dell'Ohio come proprio esclusivo territorio di caccia.
Dopo circa il 1700 quello che restava delle tribù di nativi iniziò a ripopolare il Territorio del nord-ovest. Si trattava spesso di conglomerazioni di numerose tribù che pagavano tributi alle Cinque nazioni (come i Mingo).

### Occupazione francese e britannica
Nel XVII e XVIII secolo britannici e francesi reclamarono la proprietà del territorio dell'Ohio, in competizione con le Cinque Nazioni (che divennero le "Sei Nazioni" dopo l'ammissione dei Tuscarora nel 1723), e dalla metà del XVIII secolo inviarono mercanti e commercianti di pelli per trattare con i nativi locali. Ben presto scoppiò la violenza. Nel corso della guerra franco-indiana, estensione nordamericana della guerra dei sette anni che si combatté in Europa, i nativi si allearono con i francesi o con i britannici, spesso a seconda delle priorità commerciali, combattendo contro gli uni o gli altri coloni. Con la loro sconfitta, la Francia cedette tutti i diritti alla Gran Bretagna con il trattato di Parigi del 1763.
I britannici dovettero affrontare la competizione di numerose tribù native, compresi quelli della regione dei Grandi Laghi: Odawa, Ojibway, Potawatomi e Uroni; nel territorio dell'Illinois orientale: Miami, Wea, Kickapoo, Mascouten e Piankashaw; e nel territorio dell'Ohio: Delaware (Lenape), Shawnee, Mingo e Wyandot. Le tribù erano infuriate per il fatto che i coloni britannici si stavano insediando nel loro territorio. Attaccarono durante la guerra di Pontiac del 1763-1766, incendiando molte fortezze britanniche. Uccisero e cacciarono molti coloni dal Territorio del nord-ovest. La Gran Bretagna mandò truppe a rinforzare Fort Pitt sconfiggendo alla fine i nativi nella battaglia di Bushy Run. La guerra si chiuse con un nulla di fatto.
Il governo britannico chiuse i Territori del Nord-Ovest all'insediamento coloniale tramite il Proclama reale del 1763, nel tentativo di riappacificarsi con i nativi dei monti Appalachi. Il 22 giugno 1774 il parlamento del Regno Unito approvò la legge sul Quebec, che annetteva i Territori del Nord-Ovest alla provincia del Québec. Alcuni dei coloni che avrebbero voluto spostarsi nelle "nuove terre" la definirono una delle leggi intollerabili che portarono alla guerra d'indipendenza americana.

### Guerra d'indipendenza americana
I Chickamauga, una fazione dei Cherokee guidata da Canoa Tirante, e gli Shawnee erano già in guerra con i Lunghi Coltelli dal 1776, nelle cosiddette guerre Chickamauga che si fusero nella guerra indiana del Nord-Ovest.
Durante la guerra d'indipendenza americana quattro delle Sei Nazioni della Lega Irochese si schierarono con i britannici. Mohawk, Onondaga, Cayuga e Tuscarora combatterono contro i coloni la battaglia di Oriskany, aiutarono i britannici nella battaglia del Wyoming in Pennsylvania ed a Saratoga, nella Cherry Valley e nei raid nella Mohawk Valley di New York, oltre che in molte altre azioni sulla frontiera tra New York e Pennsylvania. Quando i britannici si concentrarono negli Stati Uniti d'America meridionali nel 1779, il generale George Washington operò contro le Sei Nazioni.
Disse al generale John Sullivan di attaccare e distruggere i villaggi delle Sei Nazioni a nord di New York. Alla guida di circa 5000 uomini, Sullivan sconfisse le Sei Nazioni nella battaglia di Newtown, prima di distruggere oltre 40 loro villaggi e tutti i raccolti nell'autunno del 1779. Data la distruzione sociale e la perdita dei raccolti, numerosi uomini, donne e bambini morirono di fame durante l'inverno. Molte famiglie indiane si ritirarono a Fort Niagara ed in altre parti del Canada, dove passarono un inverno al freddo ed affamati. Persero potere nell'attuale territorio degli Stati Uniti d'America.
Nel 1778 il generale statunitense George Rogers Clark e 178 uomini conquistarono le fortezze britanniche sul fiume Ohio. Questo diede agli Stati Uniti il controllo del fiume e la possibilità di reclamare le terre a nord dell'Ohio. Nell'autunno del 1779 i nativi alleati dei britannici attaccarono le compagnie del colonnello David Rogers e del capitano Robert Benham nei pressi di Cincinnati. Solo una manciata di soldati si salvarono. In seguito Benham prestò servizio con i generali Harmar, Saint Clair e Wayne durante le guerre degli anni 1790.
La battaglia di Blue Licks fu l'ultimo scontro della guerra d'indipendenza americana in Kentucky. Su una collina nei pressi del fiume Licking in quella che oggi è la Contea di Robertson, circa 50 ranger britannici e 300 nativi tesero un'imboscata a 182 miliziani del Kentucky che li stavano inseguendo.
Alla fine della guerra, il trattato di Parigi con la Gran Bretagna concesse agli Stati Uniti d'America l'indipendenza ed il controllo dei Territori del Nord-Ovest, almeno sulla carta. Gli alleati delle Sei Nazioni furono obbligati a cedere agli Stati Uniti buona parte della loro terra nello Stato di New York, e molte delle loro famiglie si trasferirono nelle riserve della vecchia provincia del Quebec (oggi Ontario meridionale).

## Tensioni postbelliche
Il territorio dell'Ohio fu soggetto a dibattiti sulla proprietà da parte di Massachusetts, Connecticut, New York e Virginia, e degli Shawnee, Mingo, Lenape ed altri nativi non più tributari delle Sei Nazioni. Anche se i britannici avevano subito la grande sconfitta della battaglia di Yorktown, non c'era stata la sconfitta dei loro alleati nativi nei Territori del Nord-Ovest. I nativi del Territorio del nord-ovest non presero parte al trattato. Molti capi, soprattutto Piccola Tartaruga e Giacca Blu, si rifiutarono di riconoscere la pretesa statunitense sull'area posta a nordovest del fiume Ohio. I britannici mantennero il possesso delle fortezze sui Grandi Laghi, con le quali continuarono a rifornire i nativi con beni ed armi in cambio delle pelli. Alcuni membri del governo inglese avrebbero voluto mantenere un territorio indiano neutrale tra Canada e Stati Uniti, ma molti credettero che l'immediata ritirata avrebbe scatenato una nuova guerra con gli indiani. La persistente presenza inglese terminò formalmente solo con la ritirata dai Grandi Laghi dopo la negoziazione del trattato di Jay del 1794, ma in realtà proseguì fino alla guerra anglo-americana del 1812.
Tramite la vendita pubblica di terre ad ovest, il Congresso continentale cercò di stabilizzare il dollaro e ripagare alcuni dei debiti di guerra. L'Ordinanza della terra del 1785 incoraggiò speculatori terrieri, periti e coloni che comprarono terre dagli indiani. Per poter comprare buona parte della terra in Ohio orientale, il Congresso negoziò il trattato di Fort McIntosh nel 1785 con molte tribù native. I coloni del Connecticut stavano già occupando la riserva occidentale, che si estendeva fino a comprendere parte di una riserva dedicata ad alcune tribù.
L'Ordinanza del nordovest del 1787, approvata dal Congresso degli Stati Uniti d'America tramite gli articoli della Confederazione, concesse ai nativi il diritto, sotto le leggi statali, di godere le terre che abitavano. Incoraggiò anche l'afflusso di coloni statunitensi a nord del fiume Ohio. Furono continui gli scontri e le imboscate tra questi coloni ed i nativi. Il fallimento del trattato di Fort Harmar del 1789 di trovare un accordo esacerbò gli animi.

## Formazione della confederazione
La cooperazione tra i nativi per la formazione della Confederazione occidentale risaliva all'epoca coloniale francese. Fu rinnovata durante la guerra d'indipendenza americana. La Confederazione si riunì la prima volta nell'autunno del 1785 a Fort Detroit, proclamando che i partecipanti alla Confederazione si sarebbero occupati insieme degli Stati Uniti, piuttosto che individualmente. Questa scelta fu rinnovata nel 1786 nel villaggio Wyandot (Uroni) di Upper Sandusky. La Confederazione dichiarò il fiume Ohio confine tra le loro terre e quelle dei coloni americani. I Wyandot furono i "padri" nominali, o anziani, che garantivano la Confederazione, ma anche Shawnee e Miami fornirono molti guerrieri.
La Confederazione conteneva guerrieri delle tribù:
- Wyandot (Uroni)
- Shawnee
- Consiglio dei Tre Fuochi
  - Ojibway
  - Odawa
  - Potawatomi
- Lenape
- Miami
- Kickapoo
- Kaskaskia
- Wabash (Wea, Piankashaw ed altri)
- Chickamauga-Cherokee

In molti casi un'intera "tribù" o "nazione" non fu coinvolta nella guerra. Le società native erano solitamente non centralizzate. Villaggi e singoli capi guerrieri decidevano la partecipazione alla guerra.
Circa 200 guerrieri Cherokee di due bande del gruppo noto come Chickamauga vissero e combatterono a fianco degli Shawnee dal tempo della rivoluzione per tutti gli anni della Confederazione indiana. Inoltre il capo Cherokee leader Canoa Tirante mandò un contingente di guerrieri per un'azione specifica.
Alcuni guerrieri Choctaw e Chickasaw, nemici tradizionali delle tribù nordoccidentali, funsero da ricognitori per conto degli Stati Uniti in questi anni.

## La guerra
Tuttora opposti agli Stati Uniti, alcuni agenti britannici della regione vendettero armi e munizioni ai nativi ed incoraggiarono i loro attacchi contro i coloni statunitensi. Gruppi di guerrieri lanciarono una serie di raid isolati a metà degli anni 1780, portando ad un'escalation di spargimenti di sangue. Nell'autunno del 1786 il generale Benjamin Logan guidò un gruppo di soldati federati e di miliziani a cavallo del Kentucky contro numerosi villaggi Shawnee lungo il corso del fiume Mad. Tali villaggi erano abitualmente protetti da guerrieri, occupati tuttavia in questa occasione a razziare le fortezze del Kentucky. Logan incendiò i villaggi dei nativi e le loro scorte di cibo, uccidendo o catturando numerosi indiani compreso il capo Moluntha, ucciso da uno degli uomini di Logan. Gli attacchi di Logan e l'esecuzione del loro capo fece infuriare gli Shawnee, i quali per ritorsione aumentarono gli attacchi ai coloni statunitensi.
Gli assalti dei nativi su entrambe le rive dell'Ohio causarono sempre più morti. Nella seconda metà degli anni 1780 i coloni statunitensi stanziati a sud del fiume Ohio in Kentucky ed i viaggiatori a nord del fiume Ohio patirono circa 1500 morti. I coloni si vendicarono attaccando a loro volta.
Nel 1790 il presidente George Washington ed il segretario alla Guerra Henry Knox ordinarono al generale Josiah Harmar di dare il via alla campagna di Harmar, un'importante offensiva in territorio Shawnee e Miami. Nell'ottobre del 1790 un gruppo di 1453 uomini guidati dal generale di brigata Josiah Harmar si riunì nell'odierna Fort Wayne, in Indiana. Harmar impiegò solo 400 dei suoi uomini guidati dal colonnello John Hardin per attaccare circa 1100 guerrieri nativi, subendo una dura sconfitta nota come sconfitta di Hardin. Perse almeno 129 soldati.
Washington ordinò al maggior generale Arthur Saint Clair, governatore del Territorio del nord-ovest, di organizzare un nuovo gruppo per l'estate del 1791. Dopo un considerevole sforzo per recuperare uomini e rifornimenti, Saint Clair fu in qualche modo pronto, ma le truppe erano scarsamente addestrate. All'alba del 4 novembre 1791 gli uomini di Saint Clair, accompagnati da circa 200 civili, si accamparono nei pressi dell'odierna Fort Recovery nell'Ohio, con deboli difese lungo il perimetro. Un gruppo di circa 1.400 guerrieri nativi guidati da Piccola Tartaruga e Giacca Blu attaccò immediatamente. Cogliendo di sorpresa gli statunitensi, invasero in poco tempo il perimetro. Le reclute malamente addestrate furono prese dal panico e massacrate nella sconfitta di St. Clair, assieme a molti dei loro ufficiali che cercavano freneticamente di ristabilire l'ordine e bloccare la fuga. Gli americani persero il 69% degli uomini, ovvero 632 effettivi sui 920 soldati ed ufficiali che partirono, a cui vanno aggiunti 264 feriti. Quasi tutti i 200 civili disarmati presenti nel campo furono uccisi, per un totale di circa 832 morti, la più grave perdita statunitense tra le battaglie con i nativi. Nel 1792 Washington inviò come emissari il colonnello John Hardin ed il maggiore Alexander Truman, ma furono uccisi in una missione di pace nella Contea di Shelby ed a Ottawa (Ohio).
Dopo il disastro di Saint Clair Washington ordinò al generale "Mad" Anthony Wayne di organizzare un gruppo ben addestrato per mettere fine alla situazione. Wayne assunse il comando della neonata Legion of the United States alla fine del 1793. Dopo un duro addestramento le truppe avanzarono in territorio indiano costruendo Fort Recovery nel punto in cui Saint Clair era stato sconfitto. Nel giugno 1794 Piccola Tartaruga guidò un fallimentare assalto a Fort Recovery. La legione di Wayne avanzò ulteriormente nel territorio degli indiani Wabash. Giacca Blu sostituì Piccola Tartaruga al comando, ma i nativi furono sconfitti nella battaglia di Fallen Timbers dell'agosto 1794.
I guerrieri di Giacca Blu fuggirono dal campo di battaglia e si riunirono a Fort Miami, in possesso dei britannici. Si trovarono però chiusi fuori dalla fortezza. Britannici e statunitensi avevano già raggiunto un accordo per combattere insieme i giacobini francesi durante la rivoluzione francese.
Nel 1795 gli Stati Uniti firmarono due trattati che riconoscevano il cambio di potere. Con il trattato di Greenville le tribù native nordoccidentali furono obbligate a cedere buona parte dell'Ohio ed un pezzo di Indiana, a riconoscere il controllo statunitense invece di quello britannico nel Territorio del nord-ovest ed a consegnare come ostaggi dieci capi finché non fossero stati restituiti tutti i prigionieri catturati. Nello stesso anno gli statunitensi negoziarono il trattato di Jay con la Gran Bretagna, nel quale si sanciva il ritiro britannico dalle fortezze occidentali e l'apertura dei Caraibi al commercio con gli Stati Uniti.

## Retaggio
La guerra non ha un nome univoco; tra le alternative ci sono "guerra indiana del vecchio Nord-Ovest", "guerra dell'Ohio", "guerra indiana dell'Ohio" e "guerra per il confine del fiume Ohio". Nei resoconti dello United States Army è chiamata "campagna dei Miami". Molti libri evitano il problema descrivendola senza dargli un nome, o ignorandola. Allo stesso modo le battaglie della spedizione non hanno nomi "standard" nei libri di storia statunitense, tranne che per la battaglia di Fallen Timbers.
Nonostante la guerra sia stata uno dei primi sforzi militari degli Stati Uniti post-rivoluzionari, ed una vera crisi per il presidente George Washington, gli storici a volte la trascurano. Anche se le guerre indiane del XIX secolo divennero più famose nella cultura popolare statunitense (anche per il fatto di essere più recenti), la guerra indiana del Nord-Ovest ebbe più caduti delle battaglie di Geronimo, Cavallo Pazzo, Toro Seduto, Cochise e Nuvola Rossa messi insieme. Nella battaglia dei Wabash (sconfitta di St. Clair) i nativi stabilirono il record per la percentuale di morti causati agli Stati Uniti.
La guerra indiana del Nord-Ovest fece parte di una lunga lotta per la frontiera in Ohio, che comprese la guerra franco-indiana (1754-1763), la Guerra di Pontiac (1763-1764), la guerra di Lord Dunmore (1774) e la guerra di indipendenza americana (1775-1783). Molte comunità di nativi considerarono le guerre come un tipo di guerra endemica con i coloni europei ed americani durata varie generazioni. Ad esempio lo storico Francis Jennings ipotizza che la guerra indiana del Nord-Ovest fu, per il Lenape, la fine di una "guerra dei quarant'anni" iniziata poco dopo la spedizione Braddock del 1755. Per alcuni nativi il conflitto si rinnovò la generazione successiva con la guerra di Tecumseh (1811) e con la guerra anglo-americana (da qui il termine guerra dei sessant'anni). Il conflitto con gli Stati Uniti proseguì fino agli anni 1830 ed alla deportazione degli indiani da est ad ovest del Mississippi.

## Figure chiave

### Stati Uniti d'America
- George Washington, presidente degli Stati Uniti d'America
- Henry Knox, segretario alla Guerra degli Stati Uniti d'America
- Josiah Harmar, generale di brigata
- Arthur Saint Clair, governatore dell'Ohio, maggior generale
- Anthony Wayne, maggior generale
- Timothy Pickering, diplomatico, segretario alla Guerra, segretario di Stato
- John Hardin, colonnello - ucciso in missione di pace in quella che poi divenne Hardin, Contea di Shelby (Ohio).
- Alexander Truman, maggiore - ucciso in missione di pace in quella che poi divenne Ottawa (Ohio).

### Confederazione indiana
- Piccola Tartaruga (Miami)
- Giacca Blu (Shawnee)
- Tecumseh (Shawnee)
- Buckongahelas (Lenape)
- Testa Rotonda, alias Stayeghtha (Wyandot)
- Egushawa (Odawa)